# 奥運駅
奥運駅（おううんえき）、オリンピック駅（英語: Olympic Station）、は香港九龍油尖旺区にあるMTR東涌線の駅である。

## 駅名の由来
開業前の仮称は駅の所在地からの「大角咀（Tai Kok Tsui）」であったが、1996年アトランタオリンピックで李麗珊（リー・ライシャン）選手が香港初の金メダルを獲得した事を記念し、同年12月16日に正式駅名を「奥運」と決定した。
なお、ホーム端のホームドア操作ボタンなどには、仮称の「大角咀」の表記が残っている。

## 駅構造
- 相対式ホーム2面4線の地上駅で、外側2線が当駅に停車する。内側2線は機場快線の線路で、全て通過する。ホームドア設置駅。

| 東涌線ホーム (G) | ➊番線              | ■東涌線 東涌・■迪士尼線方面→ |
| 東涌線ホーム (G) | 相対式ホーム       |                              |
| 東涌線ホーム (G) | ■機場快線 通過線 → |                              |
| 東涌線ホーム (G) | ← ■機場快線 通過線 |                              |
| 東涌線ホーム (G) | 相対式ホーム       |                              |
| 東涌線ホーム (G) | ➋番線              | ←■東涌線 香港方面            |

### 駅構内店舗
- セブンイレブン
- サークルK
- 美心西餅
- 39OC Bakery
- 栄華
- Pie & Tart
- 磐石健康護理用品専門店
- 鴻福堂健康快線
- Dr. George Medical Clinics
- 恒生銀行
- 恒生銀行ATM
- 中国銀行 (香港)ATM

## 隣の駅
香港鉄路
■東涌線
九龍駅 - 奥運駅 - 南昌駅

## 駅周辺
- 維港湾（中国語版）
- 中銀中心（中国語版）
- 滙豐中心（中国語版）
- 政府服務中心
- 凱帆軒
- 海事処
- 奧海城一期（中国語版）
- 一号銀海（中国語版）
- 官立嘉道理爵士中学（西九龍）（中国語版）
- 大角嘴天主教小学 (海帆道)（中国語版）
- 浪澄湾（中国語版）
- 基磐浸信会
- 大角咀市政ビル（中国語版）
- 君匯港（中国語版）
- 中華基督教会基全小学
- 港湾豪庭（中国語版）
- 深旺道（中国語版）
- 嘉運大廈
- 大角嘴天主教小学（中国語版）
- 西九龍紀律部隊宿舎（中国語版）
- 桜桃街（中国語版）
- 帝豪九龍酒店
- 富多来新邨（中国語版）
- 中華基督教会銘基書院（中国語版）
- 新九龍広場（中国語版）
- 路徳会沙崙学校（中国語版）
- 海桃湾（中国語版）
- 連翔道（中国語版）
- 帝柏海湾（中国語版）
- 海庭道（中国語版）
- 海泓道（中国語版）
- 柏景湾（中国語版）
- 富栄花園（中国語版）
- 香港管理專業協会李国宝中学（中国語版）
- 海富苑（中国語版）
- 保良局陳守仁小学（中国語版）
- 楊震油旺青少年発展中心
- 油麻地天主教小学（海帆道）（中国語版）
- 海帆道
- 帝峯·皇殿（エルミタージュ）（中国語版）

## 歴史
- 1998年6月22日 - 東涌線開業。

## ギャラリー

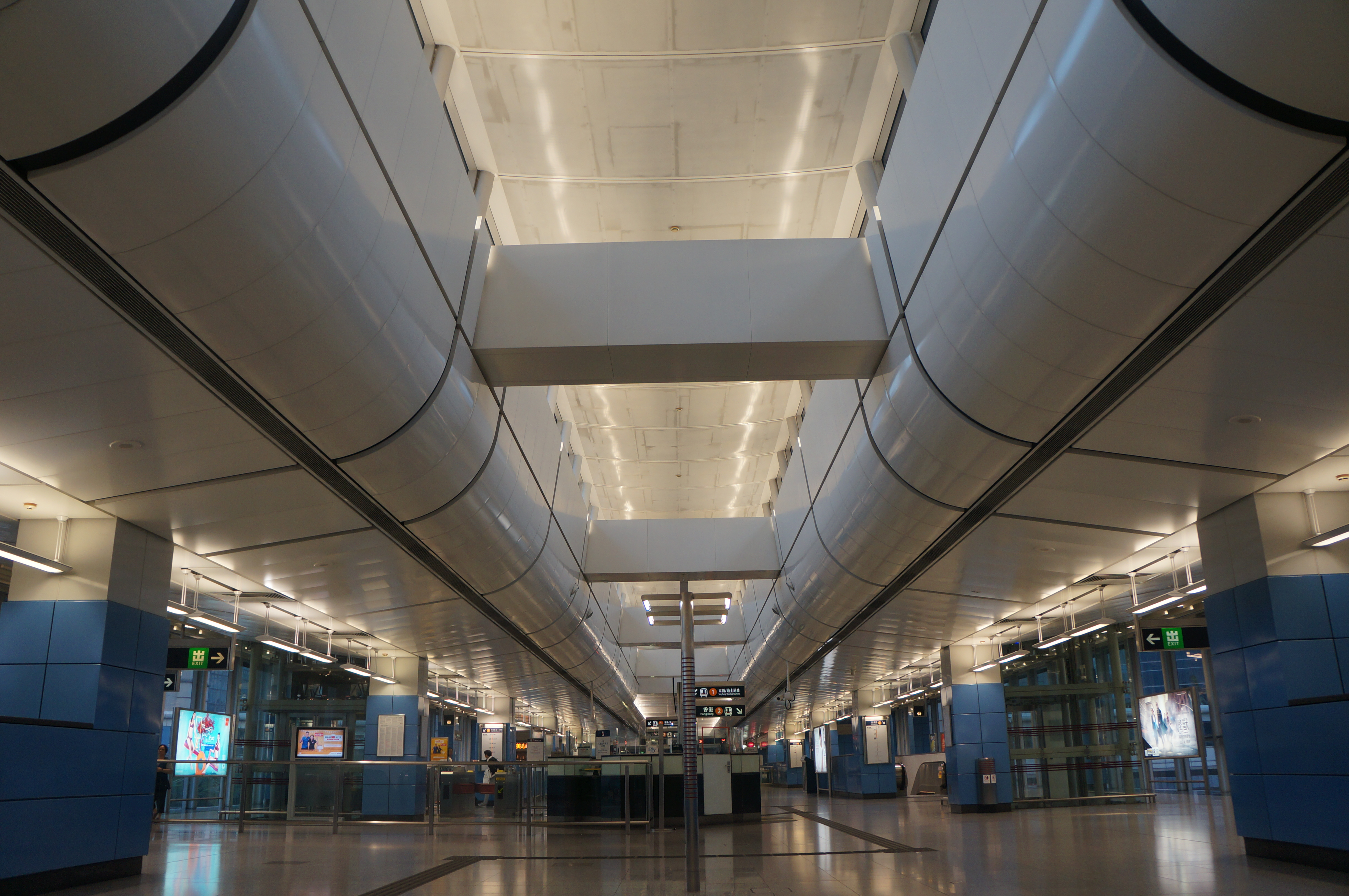
コンコース
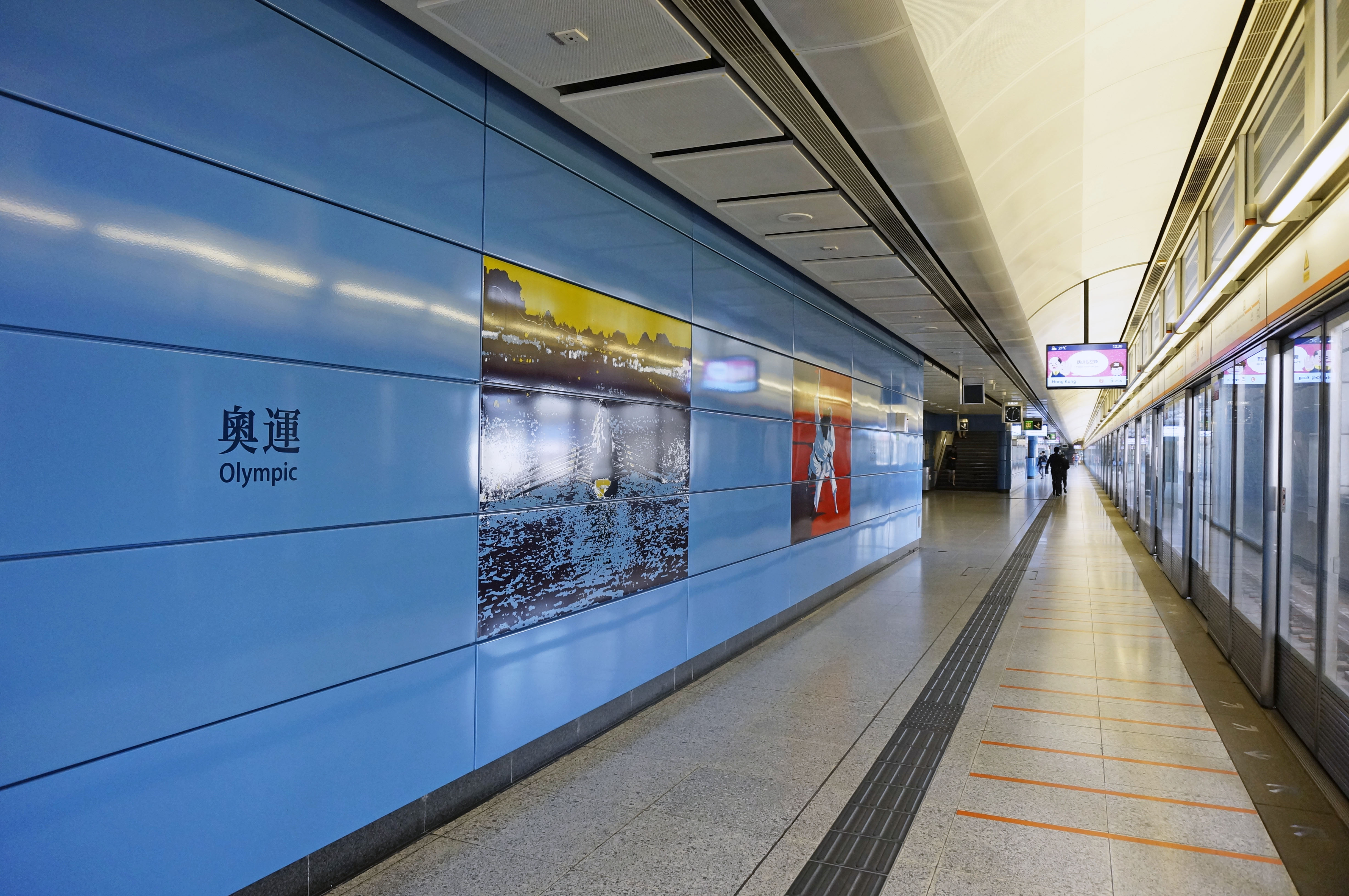
駅ホーム
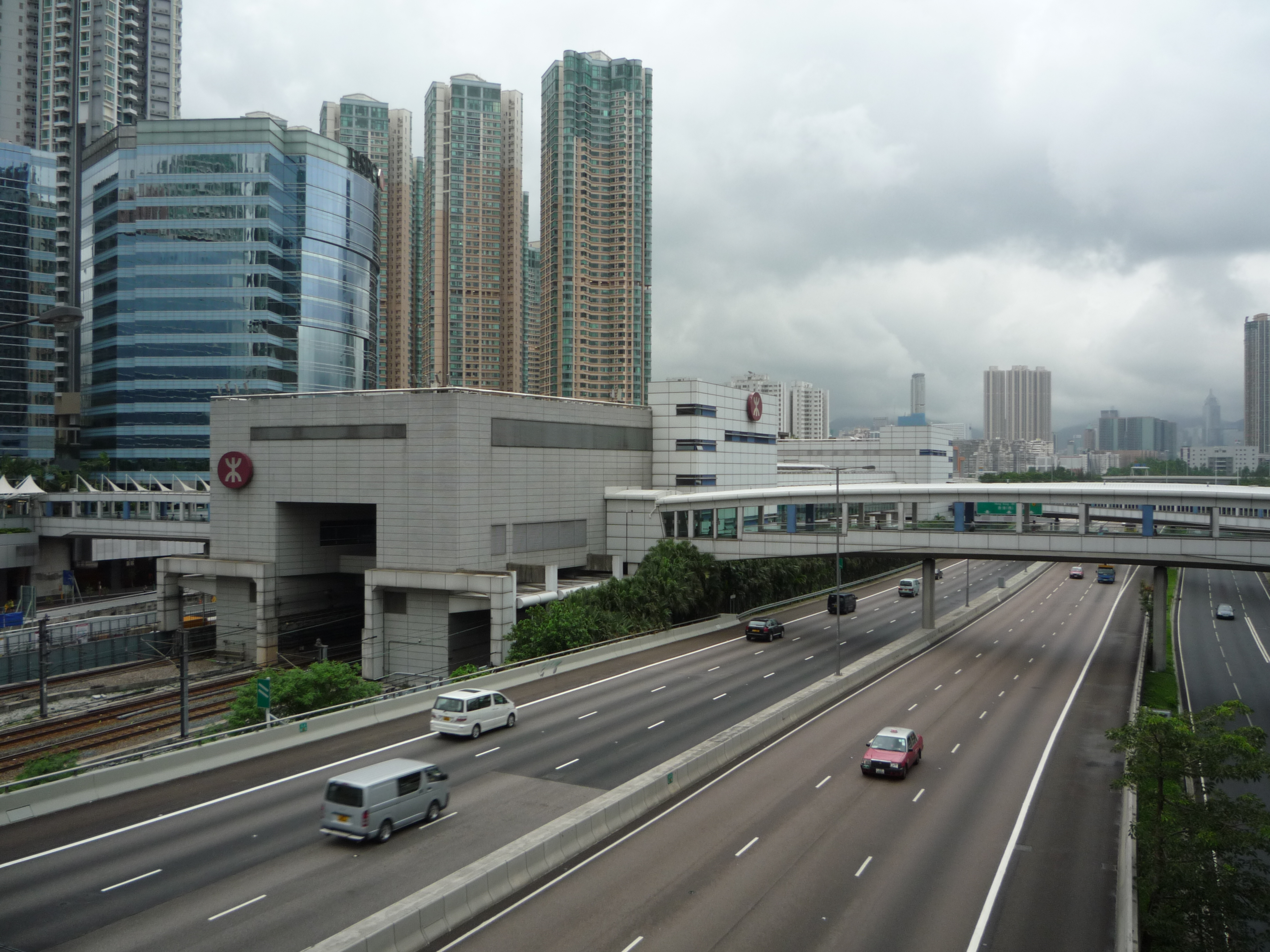
別角度から見た駅舎

### 隣の駅
香港鉄路
■東涌線
南昌駅 - 奥運駅 - 九龍駅